# Yorketown, Australien
Yorketown är en ort i Australien. Den ligger i kommunen Yorke Peninsula och delstaten South Australia, omkring 91 kilometer väster om delstatshuvudstaden Adelaide.
Runt Yorketown är det mycket glesbefolkat, med 3 invånare per kvadratkilometer.. Yorketown är det största samhället i trakten. 
Trakten runt Yorketown består till största delen av jordbruksmark. Genomsnittlig årsnederbörd är 719 millimeter. Den regnigaste månaden är juni, med i genomsnitt 144 mm nederbörd, och den torraste är januari, med 16 mm nederbörd.